# Calathea nigricans
Calathea nigricans là một loài thực vật có hoa trong họ Marantaceae. Loài này được Gagnep. mô tả khoa học đầu tiên năm 1903.